# Márton
Márton est un prénom hongrois masculin.

## Étymologie
Le prénom "Márton" est l'adaptation au magyar du nom théophore latin "Martinus", désignant l'attachement d'un individu au dieu romain de la guerre, Mars.
Le nom de famille "Martin", vient du prénom Martin.
La popularité du nom patronymique a pu être liée tardivement au fait qu'un enfant pupille de l'État recevait comme nom de famille le nom d'un saint. Saint Martin étant le saint le plus symbolique de la charité, son nom a été donné très largement aux enfants confiés à cette assistance publique. On peut dire ainsi que certains Martin, au même titre que d'autres personnes portant certains types de prénoms en guise de nom (Laurent, Alexandre, Jacques…), ont pu avoir un ancêtre issu de l'assistance publique.

## Équivalents
- Voir Variantes linguistiques du prénom Martin
- Martos, Mattin, Merten, Morten, Marcin, Maki...
- Martina, Martine

## Personnalités portant ce prénom
- Márton Gyöngyösi (1977-), homme politique hongrois
- Márton Tuszkay (1884-1940), affichiste et graphiste hongrois

## Fête
Les "Márton" se fêtent le 11 novembre, ou parfois le 12 novembre ou encore le 13 avril.